# Somorgollaire alablanc
El somorgollaire alablanc (Cepphus grylle) és un ocell marí de la família dels àlcids (Alcidae), única de les espècies del gènere Cepphus que habita l'Atlàntic.

## Morfologia
- Mesura 32 – 38 cm de llarg, amb una envergadura de 49 – 58 cm.
- En estiu és de color completament negre a excepció d'una ampla taca a l'ala.
- En hivern, el capell, part posterior del coll i parts superiors són blanques amb taques fosques.
- Bec punxegut negre, roig per dins. Potes roges.
- Joves amb taques per les parts inferiors.

## Hàbitat i distribució
Pelàgic i costaner, cria en illes rocoses i penya-segats costaners a l'Atlàntic Nord i zones àrtiques adjacents, a Groenlàndia, nord del Canadà, golf de Sant Llorenç, i costes àrtiques d'Europa, Islàndia, la regió bàltica i l'illa de la Gran Bretanya. Es dispersa per l'Atlàntic Nord, cap al sud fins a la latitud de Massachusetts i les illes Britàniques.